# Ingénieurs Canada
Pour les articles homonymes, voir CCI.
Ingénieurs Canada (en anglais : Engineers Canada), anciennement connue sous le nom du Conseil canadien des ingénieurs (CCI), est l'organisation nationale comprenant les douze associations provinciales et territoriales qui réglementent la pratique du génie au Canada. Ingénieurs Canada dessert ces associations, qui sont ses seuls membres, en fournissant des programmes nationaux afin d'établir les standards quant à l'éducation en génie, les qualifications professionnelles et la pratique professionnelle.
En plus d'être le porte-parole de ses associations constituantes quant aux affaires nationales et internationales, Ingénieurs Canada coordonne le développement de politiques nationales, de prises de position et de lignes directrices au nom de la profession. De plus, cette organisation fait la promotion d'une plus grande compréhension de la nature, du rôle et de la contribution des ingénieurs et du génie pour la société. Finalement, elle s'occupe des relations avec le gouvernement fédéral et les médias nationaux au nom des associations provinciales et territoriales.

## Gouvernance
L'organisation Ingénieurs Canada est dirigée par un conseil d'administration. Au prorata de leurs populations respectives, chaque association provinciale ou territoriale possède un ou plusieurs représentants sur ce conseil. Tous les membres sont bénévoles. Du personnel rémunéré porte assistance au conseil d'administration.

## Bureau canadien des conditions d’admission en génie
Chapeauté par Ingénieurs Canada, le bureau canadien des conditions d’admission en génie accrédite les programmes d'études de premier cycle en génie afin qu'ils rencontrent les standards de la profession. Les diplômés de ces programmes sont considérés comme ayant les qualifications académiques nécessaires afin d'être admis en tant qu'ingénieurs professionnels au Canada.
Le bureau canadien des conditions d’admission est aussi chargé d'établir l'équivalence des processus d'accréditation utilisés dans les autres pays en comparaison avec le système canadien. Le bureau surveille les systèmes d'accréditation utilisés par les organismes d'ingénierie qui ont conclu des accords de reconnaissance mutuelle avec Ingénieurs Canada.

## Activités internationales
Au nom de la profession canadienne du génie, Ingénieurs Canada négocie des ententes internationales de reconnaissance mutuelle quant à la formation. Ces ententes reconnaissent principalement l'équivalence des systèmes d'accréditation utilisés par d'autres pays par rapport au système canadien. Issus d'un programme de formation, agréé ou reconnu, offert par un pays où une entente avec Ingénieurs Canada s'applique, les ingénieurs sont habituellement considérés comme ayant répondu aux exigences académiques permettant d'être admis comme ingénieurs professionnels au Canada. Pour les associations membres d'Ingénieurs Canada, ceci facilite l'évaluation des qualifications académiques des diplômés internationaux en génie. En contrepartie, cette équivalence permet aussi aux ingénieurs canadiens de travailler à l'étranger en tant que professionnels qualifiés.
Ingénieurs Canada a signé des accords avec des organisations d'ingénierie régissant d'autres pays. Dans la plupart des cas, ces organisations sont basées dans des contrées où l'accréditation des programmes d'ingénierie est un fondement essentiel pour la pratique de l'ingénierie. À ces endroits, de hauts standards de formation académique existent et sont requis pour l'inscription en tant qu'ingénieur. Dans ces pays, la profession d'ingénieur est bien considérée, que ce soit par législation ou par convention. Par exemple, Ingénieurs Canada a signé des ententes de reconnaissance mutuelle pour les ingénieurs de Hong Kong et d'Australie.
Ingénieurs Canada a aussi négocié une entente de reconnaissance au sujet de la pratique professionnelle dans les pays membres de l'ALENA, ce qui permet une plus grande mobilité entre le Canada, le Texas et le Mexique. Un protocole de mise en place d'une entente avec l'ALENA est actuellement en développement. Un registre national d'ingénieurs canadiens qualifiés a été constitué dans le cadre de l'entente de Coopération économique pour l'Asie-Pacifique (APEC). Le registre de l'APEC fixe des critères pour la création de registres nationaux des ingénieurs qualifiés, ce qui faciliterait la négociation d'accords bilatéraux de mobilité entre les signataires participants.
Ingénieurs Canada a également signé un protocole d'entente avec le Colegio de Ingenieros Federado y Arcquitectos de Costa Rica qui fournit l'assurance au Colegio qu'Ingénieurs Canada continuera de travailler avec eux au sujet du développement de leur système d'accréditation. Cette coopération permettra d'améliorer le système d'accréditation du Costa Rica, d'améliorer l'assurance de la qualité dans les facultés de génie du Costa Rica ainsi que de préparer de meilleurs professionnels.

## Accords internationaux[4]
- Entente avec l’International Engineers Register, en collaboration avec certains pays membres de l’Organisation de Coopération économique pour l'Asie-Pacifique (APEC)
- Entente avec l’International Professional Engineers Agreement (IPEA) Registry, soit le Royaume-Uni, l’Irlande, l’Inde, l’Afrique du Sud, ainsi que plusieurs pays membres de l'APEC
- Entente bilatérale avec l’Accreditation Board for Engineering and Technology Inc. (ABET), organisme des États-Unis
- Accord multilatéral de Washington
- Entente bilatérale avec la Commission des titres d'ingénieur (CTI) de France
- Ententes de reconnaissance mutuelle des pays :
  - signataires de l’Accord de libre-échange nord-américain (ALENA);
  - Hong Kong ;
  - Australie ;
  - Irlande ;
  - État du Texas.

## Associations membres[5]
Les membres d'Ingénieurs Canada sont les dix associations provinciales et les deux associations territoriales.
- Association of Professional Engineers and Geoscientists of British Columbia (APEGBC)
- Association of Professional Engineers and Geoscientists of Alberta (APEGA)
- Association of Professional Engineers and Geoscientists of the Province of Manitoba (APEGM)
- Ingénieurs et géoscientifiques Nouveau‑Brunswick (AIGNB)
- Association of Professional Engineers and Geoscientists of Saskatchewan (APEGS)
- Engineers Nova Scotia
- Engineers PEI
- Association of Professional Engineers of Yukon (APEY)
- Northwest Territories and Nunavut Association of Professional Engineers and Geoscientists (NAPEG)
- Ordre des ingénieurs du Québec (OIQ)
- Professional Engineers and Geoscientists of Newfoundland and Labrador (PEGNL)
- Professional Engineers Ontario (PEO)

## Titre de Fellow et prix décernés
Ingénieurs Canada peut accorder le titre de Fellow à des individus qui ont apporté des contributions significatives à la profession d'ingénieur au Canada.
De plus, il existe des prix qui peuvent être remis :
- Médaille d’or ;
- Distinction pour réalisation exceptionnelle d’un(e) jeune ingénieur(e) ;
- Distinction pour services méritoires – Service professionnel ;
- Distinction pour services méritoires – Service communautaire ;
- Médaille de distinction pour la formation en génie ;
- Prix national pour un projet ou une réalisation en génie ;
- Prix pour le soutien accordé aux femmes en génie ;
- Médaille d’or des étudiant(e)s en génie ;
- Prix d’excellence en journalisme dans le domaine de l’ingénierie.

Il existe dans Wikipédia une liste de récipiendaires annuels de la médaille d'or du Conseil canadien des ingénieurs.

## Source de la traduction
- (en) Cet article est partiellement ou en totalité issu de l’article de Wikipédia en anglais intitulé « Canadian Council of Professional Engineers » (voir la liste des auteurs).